# Treat
Treat är ett svenskt hårdrocksband från Stockholm som under andra hälften av 1980-talet hade framgångar med låtar som "Too Wild", "Get You On The Run", "World Of Promises", "You're The One I Want", "Best Of Me" samt "Ride Me High".
De har spelat på bland annat Monsters Of Rock 1988 i Tyskland och varit förband åt Queen 1986 och till W.A.S.P. 1984 när de gjorde sitt första Sverigebesök.
2005 gjorde de comeback och den 19 april 2006 släppte de samlingsplattan Weapons Of Choice 1984–2006 som bland annat innehöll den tidigare outgivna låten "Still in Heaven" samt två nya låtar: "I Burn For You" och "Go!".
17 mars 2010 kom bandet tillbaka på allvar. Då släpptes Coup De Grace, bandets första fullängdsskiva med nytt material på närmare 20 år. Skivan kom lagom 25 år efter albumdebuten, Scratch And Bite. Vid release-partyt på Tyrol, Gröna Lund, Stockholm, bjöd bandet på en timlång spelning inför cirka 700 jublande fans. I låtlistan syntes låtar som "War Is Over", "Roar", "Paper Tiger", "Conspiracy",  "Get You On The Run", "Rev It Up" samt "Party All Over". Mest allsång blev det under sista låten, "World Of Promises."
De har haft kontrakt med skivbolag som Mercury, Vertigo och nu Universal.

## Medlemmar
Nuvarande medlemmar
- Robban Ernlund – sång (1984–1991, 2006– )
- Anders ”Gary” Wikström – gitarr, keyboard, sång (1984–1993, 2006– )
- Jamie Borger – trummor (1987–1993, 2006– )
- Patrik ”Green” Appelgren – keyboard, gitarr, sång (1989–1993, 2006– )
- Pontus Egberg – basgitarr (2016– )

Tidigare medlemmar
- Leif ”Lillen” Liljegren – gitarr (1984–1988)
- Mats ”Dalton” Dahlberg – trummor (1984–1985)
- Thomas Lind – basgitarr (1984)
- Ken ”Siwan” Siewertson – basgitarr (1984–1989)
- Leif Sundin – trummor (1985–1987)
- Joakim ”Joe” Larsson – basgitarr (1989–1993)
- Mats Levén – sång (1991–1993)
- Björn ”Nalle” Påhlsson – basgitarr (2005–2012)
- Fredrik Thomander – basgitarr (2010–2016)

## Diskografi
Studioalbum
- Scratch And Bite (1985)
- The Pleasure Principle (1986)
- Dreamhunter (1987)
- Organized Crime (1989)
- Treat (1992)
- Muscle In Motion (2001)
- Coup de Grâce (2010)
- Ghost of Graceland (2016)
- Tunguska (2018)
- The endgame (2022)

Samlingsalbum
- Weapons Of Choice 1984–2006 (2006)

Övriga album
- Treat (brittisk samling) (1989)
- Muscle In Motion (demo) (1993)

## Musikvideor
- Get You On The Run (1985)
- World Of Promises (1987)
- Ready For The Taking (1989)
- Party All Over (1989)
- Learn To Fly (1992)